# Haikouichthys (genre)
Genre
Espèce
Haikouichthys ercaicunensis (en chinois : 耳材村海口鱼), unique espèce de son genre, est un poisson sans machoires éteint de l'ordre des Myllokunmingiiformes. Il a vécu au Cambrien inférieur vers -530 Ma.
L'analyse cladistique a pu montrer que cet animal est un poissons primitif apparenté aux lamproies. Il est considéré comme un vertébré, mais ce n’est pas certain. C'est l’un des plus anciens poissons connus.

## Description
Il mesure environ 2,5 cm de long et est plus fin que Myllokunmingia, que l'on retrouve dans les mêmes sédiments. Haikouichthys vivait en bancs. Cet animal a une tête et un tronc distinct, entre six et neuf branchies. Il était charognard. Les fossiles d'Haikouichthys sont si bien conservés qu'il est possible de distinguer certains de ses organes internes. 

## Histoire
Parmi d’autres fossiles de poissons, il a été découvert au Yunnan dans la faune de Chengjiang, dans des sédiments datant du début du Cambrien il y a environ 535 millions d'années. Ces trouvailles ont été divulguées en 2003, en même temps que le paléontologue britannique Simon Conway Morris déclarait que Pikaia était le premier vertébré et l'ancêtre de tous les poissons, amphibiens, reptiles, oiseaux et mammifères dont nous, Homo sapiens,. Le sujet est devenu polémique. Il y a plusieurs « versions » de Pikaia, des spécimens apparemment plus archaïques que les autres (144 fossiles sont connus). En l’absence d’un lien évolutionniste qui prouverait qu'il descend de Spriggina, Morris − dont les opinions créationnistes sont connues − a conclu qu’il y avait la main de Dieu entre les deux,. 
La découverte récente d’un ver annélide marin à Peniche, Portugal, apparemment révèle le lien manquant, qui implique au moins trois étapes dans l’évolution de Spriggina vers les vertébrés.

## Filmographie
Il apparaît dans le documentaire Sur la terre des géants.